# Симанович, Фёдор Филиппович
Фёдор Фили́ппович Симано́вич (род. 1760, ум. 2 ноября 1815, Тифлис) — генерал-лейтенант, наместник Имеретии, Абхазии, Мегрелии и Гурии.

## Биография
- 1782 — Римская армия, кадет.
- 1793 — Перешёл на русскую службу из австрийской армии в чине поручика.
- Описание Южного Дагестана, владений: Дербентского, Кубинского, Ахтинского, Рутульского, Хамутая и Табасарана, сделанное во время снятия земли на карту Кавказского гренадерского полка секунд-майором Федором Симоновичем в 1796 году, под распоряжением оберквартирмейстра подполковника Федора Лена .
- 1801 — Подполковник. Во главе батальона Кавказского гренадерского полка занял крепость Гори на турецкой границе.
- 20 июня 1801 года — Во главе отряда из 150 гренадеров и 20 казаков в открытом бою разбил сильный отряд турок и лезгин у ущелья Кохаджеби.
- Уничтожил лезгинский отряд Кази-Махмада в ущелье Пчнавари.
- Февраль 1802 — Получив приказ усмирить осетин силой оружия, во главе отряда из семи рот пехоты, полусотни казаков и двух полевых орудий поднялся в горы от города Мцхеты и преследовал противника в горных аулах, добившись бескровной сдачи, после чего оставил среди осетин православных миссионеров для возрождения давно утраченного в этом народе христианства. Награждён орденом Св. Владимира 3-й степени.
- Участвовал в штурме крепости Гянджа, за что награждён орденом Св. Георгия 4-й степени
- 15 июля 1804 — Отличился в сражении под Эриванью (с одним батальоном отстоял главную квартиру начальника осадного корпуса генерала Цицианова от прорвавшихся войск эриванского хана), за что произведён в полковники.

В этом сражении наибольший успех принадлежит именно этому храброму офицеру, который, несмотря на то, что большая часть его батальона была на пикетах, с горстью людей отразил нападение, упорство которого превзошло все ожидания. — Из представления к производству в чин полковника
- 1804 — Шеф Кавказского гренадерского полка.
- 1805 — Участвовал в экспедиции генерала Несветаева к Амарату, затем командовал войсками в бомбакском и шурагельском участках.
- Участвовал в осаде Ахалкалаков, в сражении на Арпачае и штурме Эриванской крепости, где получил тяжёлое ранение в голову.
- Конец 1809 — Командующий войсками в Имеретии
- 20 февраля 1810 — После того, как имеретинский царь Соломон не подчинился российскому ультиматуму объявил престол имеретинского царства упразднённым и двинул войска для приведения жителей к присяге русскому царю и занятия пограничных крепостей.
- 1810 — Генерал-майор, правитель Имеретии, Абхазии, Мингрелии и Гурии.
- Конец 1810 — Подавил восстание имеретинцев, нанеся поражение армии низложенного царя у Вард-Цихе, в окрестностях Гелатского монастыря, у Гоксы, в Тавазах, в Сазано и Сакоро, после чего разбил турецкие войска в Ханийском ущелье и проходе Маджас-Цхали и, соединившись с Тормасовым, участвовал в осаде Ахалцихе.
- Усмирил мятеж в Кахетии.
- 22 марта 1813 — Грузинский гражданский губернатор на правах военного.
- 23 мая 1813 — Во главе многочисленного отряда поднялся в горы и штурмовал укрепления хевсуров и кистинов в Аргунском ущелье, после чего взял столицу Хевсурии Шатиль. За этот поход был награждён орденом Св. Георгия 3-й степени.
- В адресной книге Весь Санкт-Петербург за 1815 г. есть запись: Правитель Имеретии, Мингрелии, Гурии и Абхазии генерал-майор Симанович Фёдор Филиппович, ордена Св. Анны 1 кл., Св. Владимира 2 ст., бол. кр. и св. Георг. 3 кл., Кав. им. зол. шп. осыпан. бриллиант. с надп. за храбрость.
- Представлен к чину генерал-лейтенанта.
- Вернувшись в Тифлис, скоропостижно скончался [источник не указан 3586 дней] за рабочим столом 2 ноября 1815 года.
- Интересные факты. В РГИА хранится Дело о вступлении Грузинского гражданского губернатора Малинского в должность Кавказского губернатора и о вознаграждении за убытки его в проезде случившиеся и о поручении Правителю Имеретии генерал-майору Симановичу исправлять должность Грузинского гражданского губернатора на правах военного с оставлением при первой и проч. 1813 г.